# 라이언 맥파틀린
라이언 맥파틀린(Ryan McPartlin, 1975년 7월 3일 ~ )은 미국의 배우이다.

## 출연 작품
- 헌터 킬러 (2018)
- 헤븐 센트 (2015)
- 라이트 카인드 오브 롱 (2013)
- 할리스 홀리데이 (2012)
- 제이. 에드가 (2011)
- 레고: 클러치 파워의 모험 (2010)
- 에브리씽 쉬 에버 원티드 (2009)
- 슈퍼 카퍼스 (2009)
- 척 (2007)